# Gloeocantharellus corneri
Gloeocantharellus corneri är en svampart som först beskrevs av Rolf Singer, och fick sitt nu gällande namn av Corner 1970. Gloeocantharellus corneri ingår i släktet Gloeocantharellus och familjen Gomphaceae.   Inga underarter finns listade i Catalogue of Life.